# زندگی‌نامه غیررسمی جرج بوش
زندگی‌نامه غیررسمی جرج بوش عنوان کتابی است که در سال ۱۹۹۲ توسط دو محقق آمریکایی به نام‌های وبستر تارپلی و آنتون چایتکین منتشر شد. در این کتاب نویسندگان مذکور حاصل پژوهش خود را دربارهٔ پیشینه خانواده بوش عرضه کردند. در این کتاب سعی شده با استناد به اسناد و مدارک موجود پیوندهای میان این خاندان و صاحبان صنایع تسلیحاتی و شیمیایی و شبکه‌های مالی مشکوک، آشکار شود.
انگیزه تألیف این کتاب در ماه‌های ژانویه و فوریه سال ۱۹۹۱ میلادی و در جریان جنگ اول خلیج‌فارس در نویسندگان ایجاد شد. آن‌ها کتاب خود را اولین بیوگرافی واقعی جرج بوش اول معرفی کردند و مطالب مندرج در اتوبیوگرافی جرج بوش (۱۹۸۷) را سرشار از دروغ و تحریف واقعیات خواندند.
این کتاب در آستانه انتخابات ریاست‌جمهوری نوامبر ۱۹۹۲ منتشر شد.

در مقدمه این کتاب، جرج بوش اول «کالیگولای آمریکایی» نامیده شده و اندیشه اصلی مندرج در کتاب چنین بیان شده است:
تز این کتاب ساده است: اگر در نوامبر ۱۹۹۲ جرج بوش برای دومین بار به عنوان رئیس‌جمهور ایالات متحده آمریکا انتخاب شود، این کشور و جهانیان با فاجعه‌ای در ابعاد عظیم مواجه خواهند شد.